# Schaufuß (Patrizier)

Schaufußgasse in Alsfeld

Schaufuß ist der Name einer Patrizierfamilie aus Alsfeld/Hessen.

## Herkunft
Der Ursprung der Familie lässt sich nicht so leicht feststellen. Es wird gemutmaßt, dass er aus der Zusammensetzung schouwen (sehen, ansehen, betrachten) und vuoz = Fuß gebildet wurde. In Alsfeld hat die Familie bedeutende Spuren hinterlassen.
Als ritterbürtige Schöffen-/Bürgermeisterfamilien wohnten sie in der Rittergasse. Sie gehörten zu den wohlhabendsten Familien der Stadt und stifteten für zahlreiche öffentliche Einrichtungen. Die Familie findet sich in der Ahnenliste Goethes. Eine Straße in Alsfeld ist nach der Familie Schaufuß benannt. Sie befindet sich im historischen Stadtkern (Schaufußgasse).

## Wappen
Das Wappen der Familie zeigt eine direkte bildliche Umsetzung des Familiennamens: ein angewinkeltes, nacktes, menschliches Bein auf rotem Grund mit goldener Rahmung. Ab 1469 ist die Zuordnung zum niederen Adel nachweisbar. Das Wappen befindet sich u. a. auf der Rückseite des Rathauses und am Durchgang zu diesem „Glockensträng“. In der Decke des Chores der Dreifaltigkeitskirche ist das Wappen auf dem Schlussstein abgebildet.

Schaufußwappen, Fundorte: Alsfelder Rathaus, Glockenturm, Durchgang zum Rathaus, Kirchenschiff der Walpurgiskirche, Altarbild der Dreifaltigkeitskirche
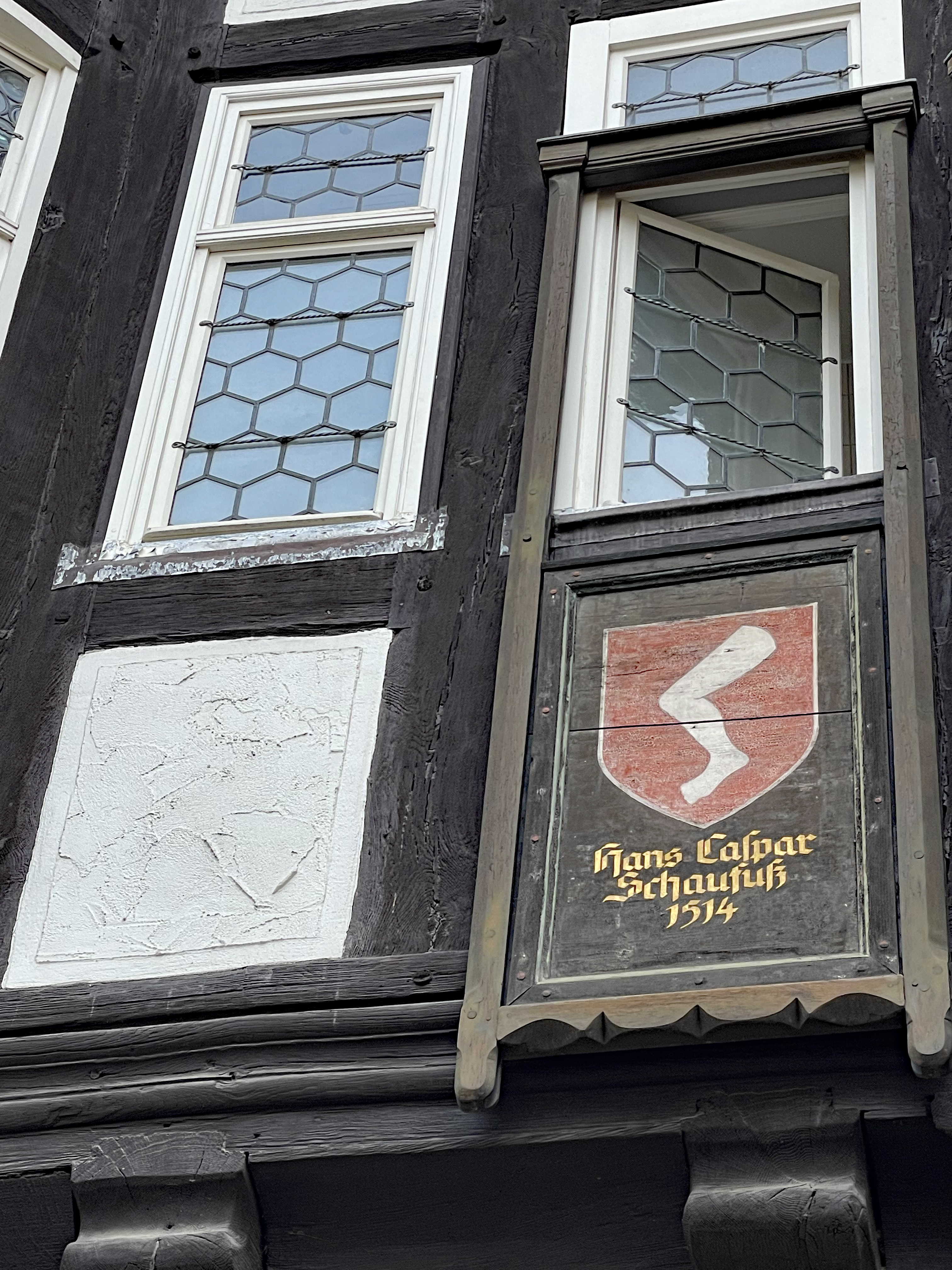
Schaufußwappen auf der Rückseite des Rathauses Alsfeld
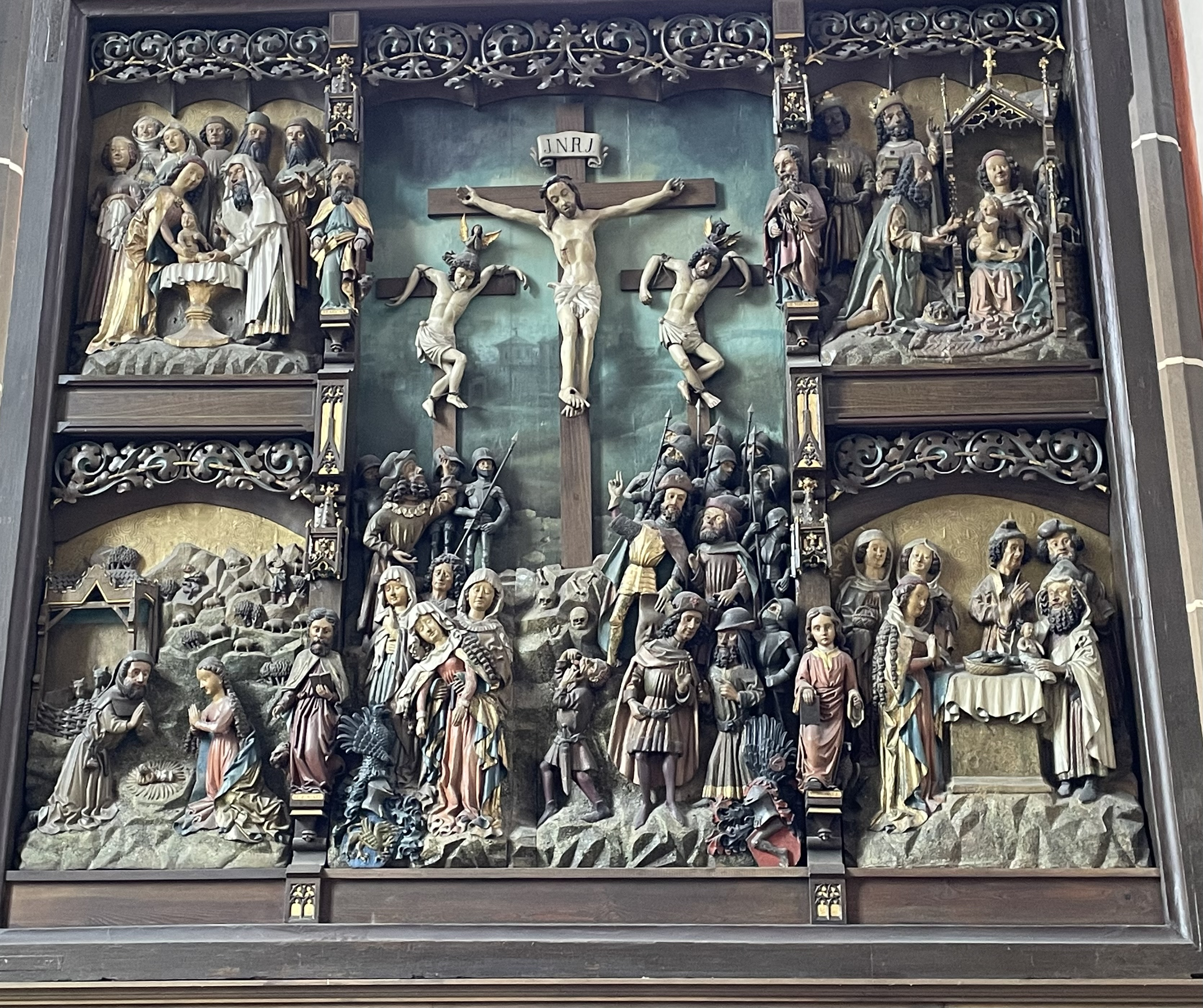
Alsfelder Altarbild in der Walpurgiskirche: in der unteren rechten Ecke befindet sich das Wappen der Alsfelder Adelsfamilie Schaufuß (ein menschliches Bein in Rot)

## Bedeutende Vertreter der Familie in Alsfeld

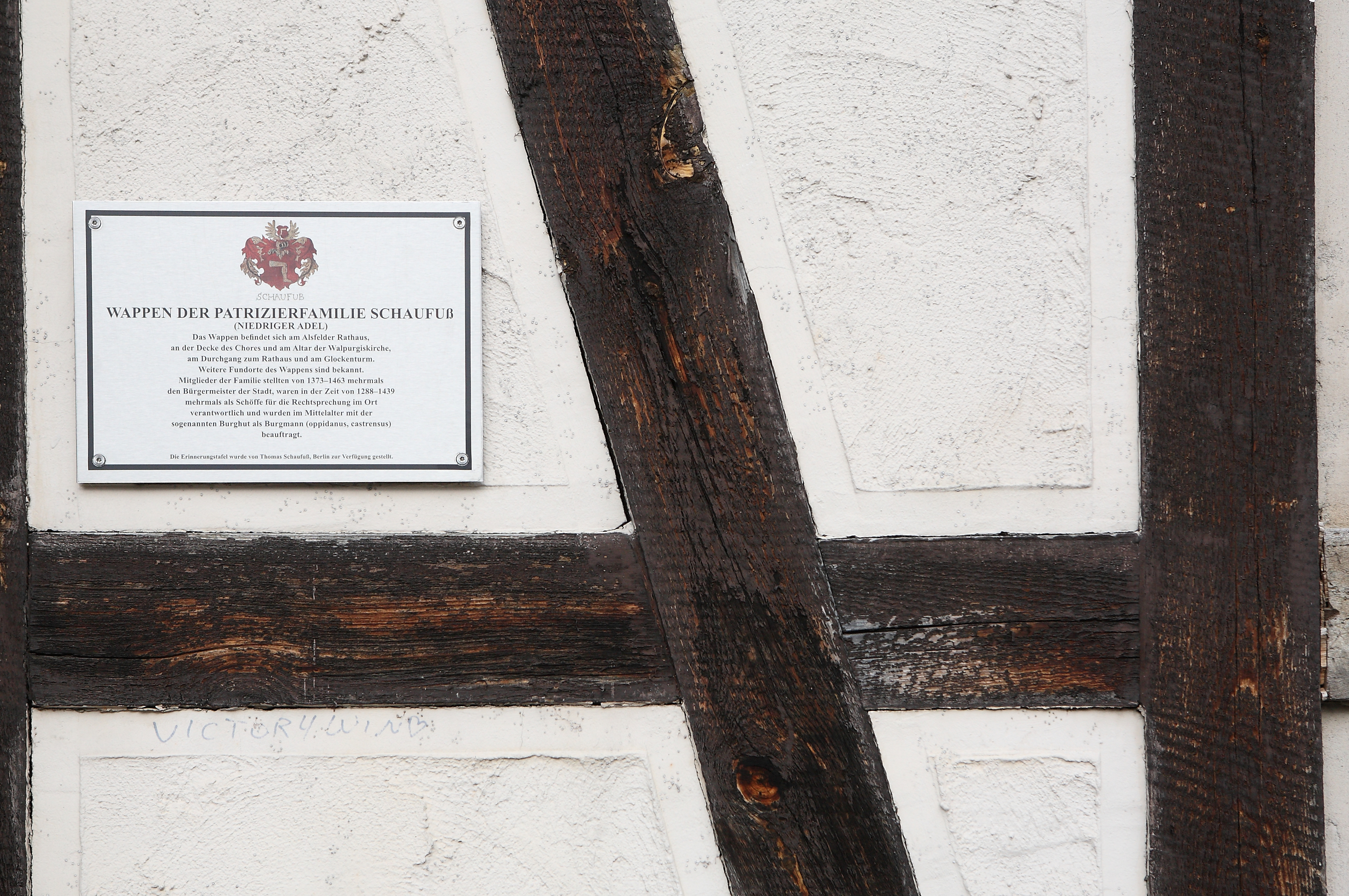
Gedenktafel an der Schaufußgasse in Alsfeld

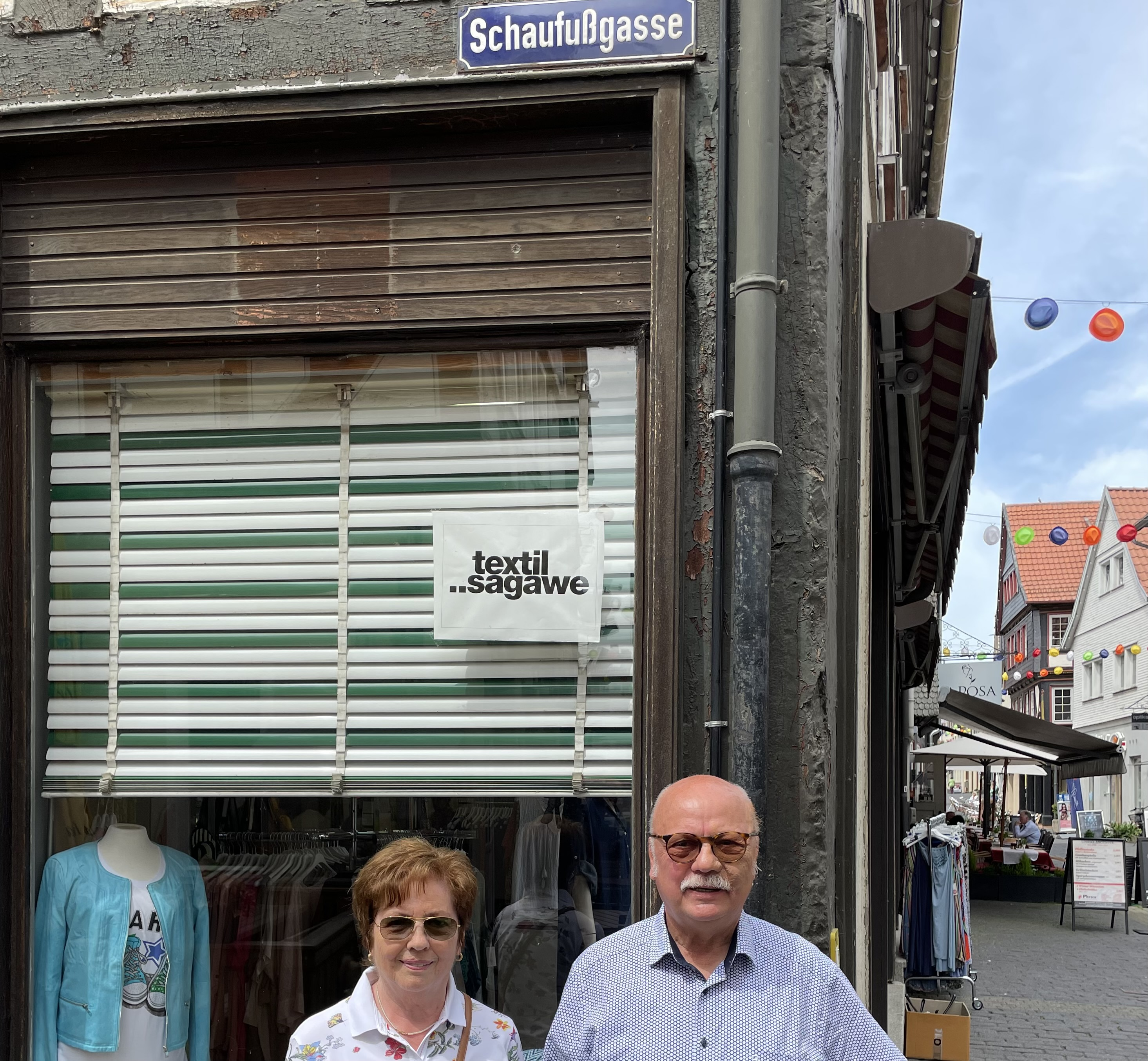
Stifter der Gedenktafel der Alsfelder Familie Schaufuß (Bärbel und Thomas Schaufuß)

- Nikolaus Schaufuß, Schöffe (1288–1295)
- Nikolaus Schaufuß II, Schöffe (1303–1349), † 1351
- Henne (Johann) Schaufuß, Schöffe (1334–1356)
- Hartmud (Happel) Schaufuß, Schöffe (bis 1369)
- Contze, Konrad (Kurt) Schaufuß, Schöffe, Bürgermeister (1373–74, 1384, 1387–88, 1392, 1395)
- Happel (Hartmud) Schaufuß, Schöffe, Bürgermeister (bis 1439)
- Henne Johann Schaufuß, Burgmann, Bürgermeister (1461/1463)

Im 15. Jahrhundert gehen aus der Alsfelder Familie Schaufuß folgende Burgmannen hervor:
- Henne (1466)
- Junker Caspar (1466)
- Junker Henne (1484)
- Caspar (1490)
- Jorg (1509)
- Caspar (1517).

## Bekannte Namensträger
- Gertrud (Gele) Schaufuß (* vor 1295; † vor 1351)
- Nikolaus Schaufuß (* vor 1290; † vor 1351)
- Sifrid Schaufuß (* vor 1235; † nach 1279 in Alsfeld)
- Dietrich Schaufuß (* vor 1190; † nach 1239)
- Castellan Schaufuß (* vor 1255; † nach 1280)
- Castellan Konrad Schaufuß († nach 1231)
- Hildegund Schaufuß (* vor 1320; † nach 1356 in Alsfeld)